# Fricativa labiodental sonora
El fonema fricatiu labiodental sonor es transcriu [v] a l'AFI, és a dir, la lletra ve minúscula. Està present a una bona part de les llengües occidentals.

## Característiques
- És un so de la parla fricatiu, perquè les dents, quan toquen el llavi inferior, produeixen una turbulència o fricció en la columna d'aire que ve dels pulmons.
- És sonor perquè hi ha vibració de les cordes vocals.
- És una consonant oral.

## En català
En català antic existia com a fonema i es representava amb la lletra v. Actualment, ha desaparegut en bona part del territori absort pel fenomen del betacisme. Aquest fonema només perviu actualment als parlars baleàrics i algueresos, part del valencià i part del català tarragoní, on es troba en franca regressió.
Pel que fa al so [v], als dialectes que mantenen /v/ apareix com a realització única d'aquest fonema; però a més, [v] també pot aparèixer com a al·lòfon en els casos següents:
- Com a al·lòfon de /f/, a tots els dialectes, producte d'una sonorització, que s'esdevé quan /f/ es troba en posició de coda seguit de consonant sonora, com a bolígraf blau o afganesos.
- Com a al·lòfon de /w/, en algunes àrees de Mallorca, quan /w/ apareix en posició intervocàlica com a cauen o a no ho ha dit.